# Прощание славянки

«Проща́ние славя́нки» — марш, написанный в 1912 году штаб-трубачом 7-го запасного кавалерийского полка, стоявшего в Тамбове, Василием Агапкиным под впечатлением от событий Первой Балканской войны (1912—1913). По существу является национальным маршем, символизирующим проводы на войну, на военную службу или в дальнее путешествие. За границами России является одним из самых узнаваемых «музыкальных символов» Российской империи, Советского Союза и Российской Федерации.

## История
Популярность марша связана с простотой мелодии, напевностью, музыка строится на плавном движении по трезвучиям главных гармонических функций с применением вспомогательных и проходящих звуков, с чёткой и ясной функциональной определённостью.
В этом марше сохранены традиционные жанровые признаки, например, темброво-динамический контраст второго периода по отношению к соседним частям. Как отмечает В. И. Тутунов, в главной теме марша явно осуществляется интонационная связь с темой главной партии увертюры «Эгмонт» Людвига ван Бетховена, и в остальных темах марша можно проследить интонации других популярных мелодий.
Этого же мнения придерживается дирижёр Н. И. Губин: «Агапкин в конце 1912 года написал марш с использованием образно-интонационного материала патриотических произведений Бетховена и Чайковского».
Некоторые музыковеды считают, что Агапкин мог взять за основу старую, сохранившуюся в солдатской среде народную песню времён Русско-японской войны 1904—1905 годов и обработал её в 1912 году. Благодаря легко запоминающемуся напеву она быстро распространилась.

## Первое издание

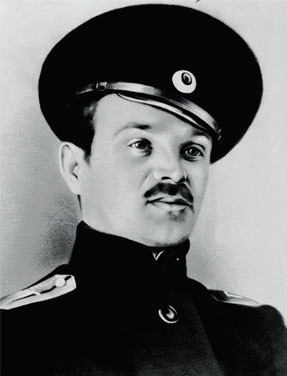
Василий Агапкин. 1910-е годы

По одной из версий, первым, кому Агапкин показал ноты своего произведения, был капельмейстер его полка Милов, который указал Агапкину на некоторые шероховатости и показал, как их лучше исправить. Вскоре после этого в московской типографии были напечатаны на деньги автора первые сто экземпляров нот. На обложке этого первого издания молодая женщина прощается с воином, вдали видны Балканские горы и отряд солдат. И надпись: «„Прощание славянки“ — новейший марш к событиям на Балканах. Посвящается всем славянским женщинам. Сочинение Агапкина». Впервые публично новый марш был исполнен осенью 1912 года в Тамбове на строевом смотре 7-го запасного кавалерийского полка.
Есть также не подтвержденная ничем версия, что некое участие в создании и аранжировке марша принимал известный в то время в музыкальных кругах Яков Исаакович Богорад, который жил в Симферополе и совмещал службу капельмейстером в 51-м пехотном Литовском полку с нотно-издательской деятельностью. Однако, как отмечают исследователи, это никак не соответствует действительности. Например, Михаил Черток отмечает: «Исследуя в доме Пашкова РГБ в Москве труды Якова Богорада, мы не нашли никакого упоминания об Агапкине, хотя Богорад <…> тщательно записывал всех своих клиентов». В каталогах изданий Издательства Ю. Г. Циммермана за 1910—1914 года Черток не нашёл упоминания об издании марша «Прощание славянки». В книге В. В. Соколова «Прощание славянки» также приведена фотография издания марша (клавира) «Печатни В. Гроссе в Москве, Б. Спасская ул., соб. д.» за номером 1468. Номер, имеющийся на странице этого издания, обозначает номер печатной доски. К сожалению, поиски в каталогах РГБ издания В. Гроссе за 1910—1914 годы тоже не увенчались успехом. Черток пишет: Перебирая библиографию в нотном отделе РГБ, в доме Пашкова, я натолкнулся на произведение И. Шатрова «Осень настала». Оно тоже отпечатано в печатне В. Гроссе и имеет номер 1483. Эти номера достаточно близки.
В Электронном каталоге РГБ можно найти произведение И. А. Шатрова «Осень настала: Дуэт для двух голосов с фп. / Перелож. Я. Ф. Пригожаго. — М. : Изд. авт. : Печ. В. Гроссе, [1913].»
Более интересным является вопрос о сходстве и даже, возможно, влиянии марша «Тоска по Родине» неустановленного автора, получившего широкую известность и неоднократно записанного на пластинки в первые десятилетия XX века.
Оба марша имеют одинаковую форму строения — четырёхтактное вступление, главная тема, соло басов и трио. Оба марша в миноре — «Тоска по Родине» в ля-миноре, а «Прощание славянки» (если судить по изданию Печатни В. Гроссе, приведённому в книге В. В. Соколова «Прощание славянки») в до-миноре. Позднее оба марша были неоднократно переведены в другие тональности — «Тоска по Родине» сейчас известна в до-миноре, а «Прощание славянки» после редакции С. А. Чернецкого в 1945 году до сих пор исполняется и издаётся в ми-бемоль миноре.
Их общий смысл, общий посыл — тоска, расставание, утрата близкого и родного, воспоминание, горесть, связывает и сближает эти марши. Возможно, марш «Тоска по Родине» послужил «вдохновением» молодому музыканту Василию Агапкину. Общее мнение, что все или большинство русских дореволюционных маршей имеют минорную гармонию, ошибочно. Например, известные марши конца XIX века — «Радость победы» В. Ф. Беккера, «Скобелев» (К. Франца?), «Суворовский марш» Ф. Э. Фурмана, «Герой» неизвестного автора, «Триумф победителей» неизвестного автора, марш 92-го Печорского пехотного полка И. И. Техтера, марш 108-го Саратовского пехотного полка неизвестного автора, марш 98-го Юрьевского пехотного полка Петра Чайковского и др. — имеют мажорную гармонию и без модуляций в минор. Более ранние марши, такие, как полковые марши Лейб-гвардии Преображенского полка, Семёновского полка, Измайловского полка, Гренадерского полка, Павловского полка имеют в миноре только трио.
Тутунов обобщает четыре наиболее известных произведения русской военно-музыкальной культуры: вальсы «На сопках Маньчжурии» и «Амурские волны» (Ильи Шатрова и Макса Кюсса) и марши «Тоска по Родине» (Д. М. Трифонова?) и «Прощание славянки» Агапкина. Он отмечает, что в интонационном строе этих двух вальсов есть много общего с этими маршами, их «связывает» скачок вверх от V к III ступени.
Марш был создан для военного оркестра, без слов. Все тексты появились позднее.
Благодаря тому, что киевская фирма грамзаписи Экстрафон летом 1915 года выпустила граммофонную пластинку с записью этого марша, он очень быстро набрал известность в России. Под эту музыку уходили полки на фронты Первой мировой войны. Очень быстро мелодия марша получила и всемирную известность: её стали исполнять военные оркестры в Болгарии, Германии, Австрии, Норвегии, Румынии, Франции, Швеции, Югославии и в других странах. Однако сведений о записях на граммофонные пластинки в перечисленных выше странах, издании партитур за границей Российской империи нет.

## В советское время
Марш «Прощание славянки» оставался популярным и после Октябрьской революции 1917 года, особенно в Белом движении. Во время Первой мировой войны на музыку марша была сочинена добровольческая песня («Вспоили вы нас и вскормили…»), которая дошла до нас не в изначальном виде, а в трёх вариантах времён Гражданской войны: песня студенческого батальона в Добровольческой армии, и «Сибирский марш» — марш Сибирской армии, затем — армии Колчака. Третья версия текста относится к Дроздовской дивизии. В книге «Русская армия генерала Врангеля. Бои на Кубани и в Северной Таврии», в воспоминаниях артиллериста Виктор Ларионов упоминает:

Пели и новую, уже сложенную в Крыму полковую песню:
Через вал Перекопский шагая,

Позабывши былые беды,

В дни весёлого, светлого мая

Потянулись на север Дрозды.

Там же Ларионов упоминает первую роту Первого полка, несущую свой традиционный Андреевский флаг под пение «Славянки». Возможно, этот вариант «Прощания славянки» являлся полковой песней Первого полка Дроздовской дивизии.
На параде, прошедшем на Красной площади 7 ноября 1941 года, сводным военным оркестром дирижировал сам Агапкин, так как формально главный парад страны проходил в Куйбышеве, где сводным оркестром руководил Главный капельмейстер РККА С. А. Чернецкий. Звучал ли марш «Прощание славянки» во время парада на Красной площади — вопрос открытый. Музыканты сводного оркестра при встречах с курсантами Военно-дирижёрского факультета утверждали, что марш звучал. С. М. Будённый также утверждал в своих мемуарах, что марш исполнялся. По воспоминаниям ученика Василия Ивановича, начальника Военно-оркестровой службы Советской Армии, Народного артиста РСФСР, генерал-майора Николая Назарова, этот марш звучал на параде 7 ноября 1941 года. В книге Владимира Соколова «Прощание славянки» (Москва, «Советский композитор», 1987 г.), написанной по воспоминаниям дочери Агапкина, упоминается марш на параде:

Одна мысль занимала его целиком. Надо донести звуки музыки до глубины солдатской души, чтобы поддержать силу бойцов, приблизить час справедливого возмездия. Сводный оркестр играл «Прощание славянки». Патриотическая мелодия марша была созвучна мыслям и чувствам воинов, и каждый уносил с Красной площади в памяти её высокий душевный строй, вдохновляющий порыв… Ровными рядами шли солдаты.

При озвучивании фильма о параде 1941 года марш не использовался, хотя для монтажа были взяты многие дореволюционные марши.
Марш издавался в СССР в 1929 году, он упоминается в сборнике дирекционов «Служебно-строевой репертуар для оркестров РККА» С. А. Чернецкого, выпущенном в 1945 году. Интересно, что при описании марша составитель сборника, композитор, генерал-майор С. А. Чернецкий, критикует марш за примитивизм, скупую гармонию как «типичный дореволюционный марш». Из ранних нот можно отметить «Сборник популярных маршей для самодеятельного оркестра» (Москва, Музгиз, 1953 г.) и переложения для баяна в сборниках старинных популярных маршей за 1955 и 1959 годы (Москва, Музгиз, 1955, 1959 гг). Эти сборники можно посмотреть в электронном каталоге Российской государственной библиотеки. Позднее марш встречается повсеместно.
Среди записей самая ранняя, возможно, — это запись оркестра под управлением И. В. Петрова 1944 года. Она была выпущена на пластинке Апрелевского завода (АП12334/12335 1944 г.) (или 2) и на американской пластинке «Марши и кавалерийская музыка в исполнении московских оркестров» («Colosseum», New York, USA, 1954). Вероятно, именно эта запись звучит в фильме «Летят журавли». Возможно, исполнителем является оркестр Военно-политической академии им. Ленина, возглавляемый И. В. Петровым с 1941 по 1944 годы. Предположительно, существует запись самого автора (или 2), дату её создания установить пока не удалось. Конечно возможно, что это не запись самого Василия Агапкина, но она отличается нюансами и штрихами от работы дирижёра И. В. Петрова. По стилистическим признакам можно с большой долей вероятности утверждать, что это запись крупного советского оркестра 30-х—50-х годов. Если брать во внимание большой состав оркестра, то это может быть Образцовый оркестр МГБ СССР, которым Агапкин руководил с 1947 по 1955 годы.
Существует ошибочная точка зрения, что марш был запрещён в СССР до 1957 года, когда он впервые прозвучал в фильме «Летят журавли»:

Существует легенда о том, что будто бы на параде 7 ноября 1941 года исполнялся марш «Прощание славянки». Но этого не было, в архивах хранится точный список всех исполнявшихся тогда произведений. Да этого и не могло быть — ведь марш «Прощание славянки» был запрещён. И только после выхода на экраны знаменитого фильма «Летят журавли» этот марш был реабилитирован. Но это уже 1957 год.

Событие это в наши дни довольно подробно описано в книгах и очерках, посвящённых Агапкину и его знаменитому маршу. Авторы их ошибаются только в одном: на том памятном ноябрьском параде «Прощание славянки» оркестр не исполнял, поскольку, как я уже упомянул, он был запрещён. Не звучал он в исполнении сводного тысячетрубного оркестра и во время парада Победы в 45-м. Полковник Василий Иванович Агапкин встречал на нём победителей, как помощник главного дирижёра этого оркестра генерал-майора С. А. Чернецкого.
«Реабилитировала» и вернула всем нам этот марш замечательная кинокартина о войне — «Летят журавли». Есть там, как вы помните, замечательная сцена: проводы добровольцев. Помните? Многолюдье провожающих у двора школы, где происходит сбор добровольцев. Вдоль решётки мечется Вероника. Ведь где-то здесь её Борис. Напряжение последних секунд. Отчаяние. И вдруг оркестр грянул марш «Прощание славянки»…

Вспомните кинофильм «Летят журавли», проводы добровольцев, сцену, вошедшую в историю кино, как вошли в неё одесская лестница из «Потёмкина» и психическая атака из «Чапаева». Эта сцена не стала бы мировым шедевром, если бы трагичность её не была так выразительно подчёркнута мелодией марша «Прощание славянки». Думается, Михаилу Калатозову нелегко дался выбор музыки, раз он решился пойти против правды: в 1941 году, когда происходят проводы добровольцев в его фильме, этот марш не мог звучать, он был запрещён, как и многое другое; исполнять его начнут позже, в 1943-м, кстати, тогда же, когда в Красной Армии введут погоны.

С 1955 года под марш «Прощание славянки» с железнодорожного вокзала города Севастополя и Симферополя отправлялись все поезда (а с 1993 года — только поезд на Москву). В 70-х — 80-х годах поезд № 20 Харьков-Москва тоже отправлялся под марш «Прощание славянки». Популярным марш «Прощание славянки» стал после Второй Мировой войны. Несмотря на распространённость песен на мелодию марша во время Гражданской войны в России, нет упоминаний об использовании, записи на грампластинки, изданий нот этого марша как символа Российской империи или СССР за рубежом в то время.
Позднее марш неоднократно записывался различными советскими оркестрами. Из «эталонных» записей марша можно отметить несколько работ 60-х—70-х годов Первого отдельного показательного оркестра МО СССР под руководством Н. Назарова, А. Мальцева, Н. Сергеева и работа  Оркестра штаба Ленинградского военного округа под руководством Н. Ф. Ущаповского 1995 года. Марш записан другими оркестрами, такими как Образцовый оркестр Почётного караула, Адмиралтейский оркестр ЛВМБ, оркестр штаба Закавказского военного округа и многими другими. Записи иностранных оркестров представлены Оркестром НОА КНР, американским United States Marine Band, немецкими Stabsmusikkorps der Grenztruppen ГДР, Heeresmusikkorps 1, Heeresmusikkorps 300 и Stabsmusikkorps der Bundeswehr, австрийским Militärmusik Kärnten и другими.

## Слова
Первый текст на мелодию появился в 1914 году, автор неизвестен:

Вспоили вы нас и вскормили,

Отчизны родные поля.

И мы беззаветно любили

Тебя, Святой Руси земля.

Припев:

Но грозный час борьбы настал,

Коварный враг на нас напал.

И каждому, кто Руси сын,

На бой с врагом лишь путь один.

Музыка с этими словами стала гимном студенческого батальона Добровольческой армии. В 1918 году песня возникла как Сибирский марш в Народной армии:

Вспоили вы нас и вскормили,

Сибири родные поля.

И мы беззаветно любили

Тебя, страна снега и льда.

В 1920 году её пели бойцы Дроздовской дивизии:

Через вал Перекопский шагая,

Позабывши былые беды,

В дни весёлого светлого мая,

Потянулись на север «Дрозды».

Новые тексты на мелодию этого марша были написаны во второй половине XX века. В 1967 году ноты марша были опубликованы в СССР с текстом Аркадия Федотова:

Этот марш не смолкал на перронах,

Когда враг заслонял горизонт.

С ним отцов наших в дымных вагонах

Поезда увозили на фронт.

Он в семнадцатом брал с нами Зимний,

(с 1990-х годов строчка заменена на:

Он Москву отстоял в сорок первом)

В сорок пятом — шагал на Берлин,

Он с солдатом прошёл до Победы

По дорогам нелёгких годин.

Припев:

И если в поход

Страна позовёт

За край наш родной

Мы все пойдём в священный бой!

В 1974 году появилась запись «Прощания славянки» с текстом Александра Галича и в его собственном исполнении:

Снова даль предо мной неоглядная,

Ширь степная и неба лазурь.

Не грусти ж ты, моя ненаглядная,

И бровей своих тёмных не хмурь!

Припев:

Вперёд, за взводом взвод,

Труба боевая зовёт!

Пришёл из Ставки

Приказ к отправке —

И, значит, нам пора в поход!

В 1984 году В. Лазаревым был написан новый вариант по случаю открытия мемориальной доски на здании музыкального училища в Тамбове, которое окончил Василий Агапкин в 1913 году (http://www.sovmusic.ru/m/proshan6.mp3)

Наступает минута прощания,

Ты глядишь мне тревожно в глаза,

И ловлю я родное дыхание,

А вдали уже дышит гроза.

Дрогнул воздух туманный и синий,

И тревога коснулась висков,

И зовёт нас на подвиг Россия,

Веет ветром от шага полков.

Прощай, отчий край,

Ты нас вспоминай,

Прощай, милый взгляд,

Не все из нас придут назад.

Прощай, отчий край,

Ты нас вспоминай,

Прощай, милый взгляд,

Прости-прощай, прости-прощай…

Летят, летят года,

Уходят во мглу поезда,

А в них — солдаты.

И в небе тёмном

Горит солдатская звезда.

А в них — солдаты.

И в небе тёмном

Горит солдатская звезда.

Летят, летят года,

А песня — ты с нами всегда:

Тебя мы помним,

И в небе тёмном

Горит солдатская звезда.

Тебя мы помним,

И в небе тёмном

Горит солдатская звезда.

Лес да степь, да в степи полустанки.

Свет вечерней и новой зари -

Не забудь же прощанье Славянки,

Сокровенно в душе повтори!

Нет, не будет душа безучастна -

Справедливости светят огни…

За любовь, за великое братство

Отдавали мы жизни свои.

Прощай, отчий край,

Ты нас вспоминай,

Прощай, милый взгляд,

Прости-прощай, прости-прощай…

К 1990-м гг. относится вариант текста, написанный актёром Иркутского городского театра народной драмы Андреем Мингалёвым; в этой версии марш входит в репертуар таких певиц, как Татьяна Петрова (первая исполнительница марша с этим текстом), Жанна Бичевская и другие:

Много песен мы в сердце сложили,

Воспевая родные края,

Беззаветно тебя мы любили,

Святорусская наша земля.

Высоко ты главу поднимала,

Словно солнце, твой лик воссиял,

Но ты жертвою подлости стала

Тех, кто предал тебя и продал.

Припев:

И снова в поход труба нас зовёт.

Мы вновь встанем в строй

И все пойдём в священный бой.

Кроме того, «Прощание славянки» с текстом на слова Романа Шлезака под названием «Расшумелись ивы плакучие» (пол. Rozszumiały się wierzby płaczące) являлась в Польше в годы Второй мировой войны 1939—45 гг. гимном партизанского течения — Армии крайовой. В Финляндии существует песня «Свободная Россия» (фин. Vapaa Venäjä) на мелодию марша. Автор текста неизвестен. В 1969 году песня победила в национальном хит-параде в исполнении Рейо Франка. В Израиле песня известна под именем «Меж границ» (ивр. בין גבולות‎), стихи написаны Хаимом Хефером в 19-летнем возрасте и направлены против борьбы британцев с наземной нелегальной эмиграцией из Ливана во времена Палестинского мандата после Первой мировой войны.

## В настоящее время

Памятник «Прощание славянки». Москва, Белорусский вокзал

Под звуки «Прощания славянки» с вокзалов отправляются эшелоны с новобранцами России, убывающими к месту несения службы. Под звуки этого марша в советские времена и в наши дни, во многих воинских частях существовала и существует традиция провожать домой военнослужащих, отслуживших срочную службу.
Марш является гимном Тамбовской области.
Рабочее название фильма «72 метра» было «Прощание славянки».
8 мая 2014 года на Белорусском вокзале торжественно открыт скульптурный проект «Прощание славянки».
Строки марша выгравированы на стеле памятника Василию Агапкину и Илье Шатрову в Тамбове (установлен в 2015 г.).